# Олексіївщина
Олексі́ївщина — село в Україні, у Козелецькій селищній громаді Чернігівського району Чернігівської області. Населення становить 312 осіб. До 2020 орган місцевого самоврядування — Олексіївщинська сільська рада.
У селі розташована пам'ятка архітектури Олексіївський дім.

## Історія
12 червня 2020 року, відповідно до розпорядження Кабінету Міністрів України № 730-р «Про визначення адміністративних центрів та затвердження територій територіальних громад Чернігівської області», увійшло до складу Козелецької селищної громади.
17 липня 2020 року, в результаті адміністративно - територіальної реформи та ліквідації Козелецького району, село увійшло до складу Чернігівського району Чернігівської області.

## Населення

### Мова
Розподіл населення за рідною мовою за даними перепису 2001 року:
| Мова       | Кількість | Відсоток |
| ---------- | --------- | -------- |
| українська | 355       | 98.34%   |
| російська  | 6         | 1.66%    |
| Усього     | 361       | 100%     |